# Aino Taube
Aino Taube (ur. 11 lipca 1912, zm. 11 lipca 1990) – szwedzka aktorka filmowa i teatralna. Na przestrzeni lat 1931 – 1988 wystąpiła w 50 produkcjach.

## Wybrana filmografia
- Z narażeniem życia (Med livet som insats) (1940)
- Kobiety czekają (Kvinnors väntan) (1952)
- För min heta ungdoms skull (1952)
- Ostatnia para wychodzi (Sista paret ut) (1956)
- Dotyk (Beröringen) (1971)
- Twarzą w twarz (Ansikte mot ansikte) (1976)